# Apeadeiro de Cabêda
O apeadeiro de Cabeda (nome frequentemente grafado pelos gestores e operadores ferrovários como "Cabêda" mesmo após 1945) é uma interface da Linha do Douro, que serve a localidade de Cabeda, parte da cidade de Alfena no município de Valongo, em Portugal.

## Descrição

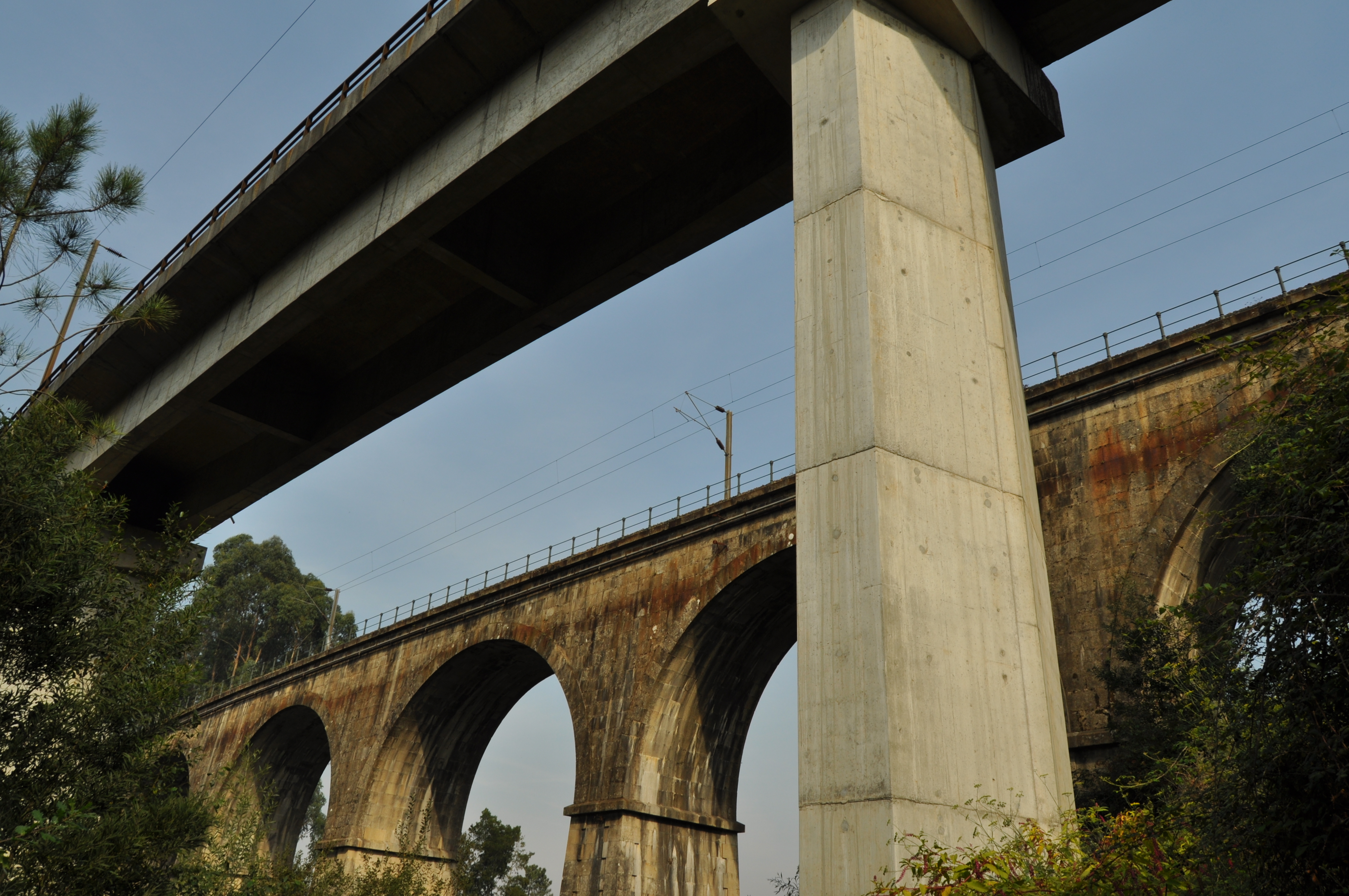
As duas pontes ferroviárias (datando resp. do séc. XIX e do séc. XXI) sobre a Ribeira da Cabeda, a sudoeste do apeadeiro epónimo.

### Localização e acessos
Distam do apeadeiro menos de 400 m as paragens de autocarro mais próximas.

### Infraestrutura
Como apeadeiro em linha em via dupla, esta interface apresenta-se nas duas vias de circulação (I e II) cada uma acessível por plataforma — ambas com 228 m de e 90 cm de altura.

### Serviços
Em dados de 2023, esta interface é servida por comboios de passageiros da C.P. de tipo urbano no serviço “Linha do Marco”, com 16 circulações diárias em cada sentido entre Porto - São Bento e Penafiel, e mais uma entre aquela estação e Marco de Canaveses; passam sem parar nesta interface 19 circulações diárias do mesmo serviço.

## História

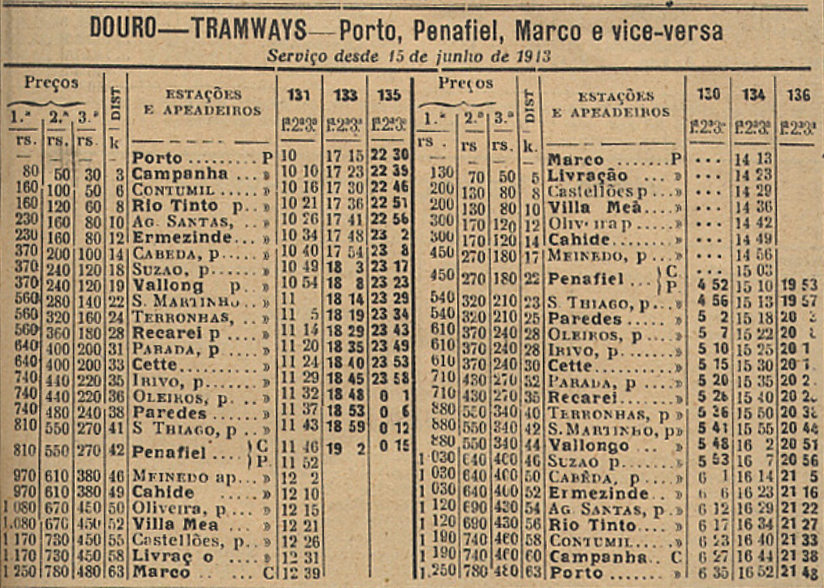
Horários de 1913, incluindo Cabêda.

Este apeadeiro encontra-se no troço entre Ermesinde e Penafiel da Linha do Douro, que abriu à exploração em 30 de Julho de 1875.

Em 1985, Cabêda não dispunha ainda de edifício de passageiros, situando-se a plataforma do lado norte da via (lado esquerdo do sentido ascendente, para Barca d’Alva), então ainda em via única.